# نظام بيئي زراعي

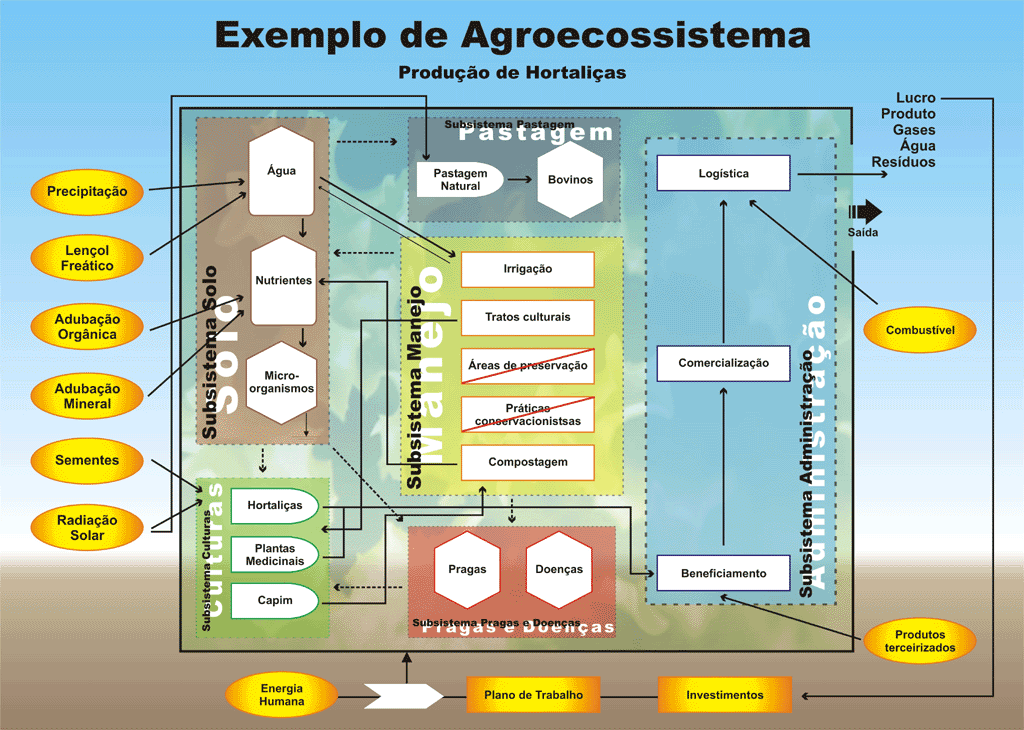

إن النظام البيئي الزراعي هو وحدة الدراسة الأساسية التي يحتاجها المختص في علم البيئة الزراعية، ويُعرف هذا المصطلح بشكل اعتباطي على أنه وحدة متماسكة مكانيًا ووظيفيًا من الأنشطة الزراعية، ويشمل العناصر الحية وغير الحية المشاركة في هذه الوحدة وكذلك التفاعلات الخاصة بها.

ويمكن النظر إلى النظام البيئي الزراعي باعتباره مجموعة فرعية من أي نظام بيئي معروف. وكما يوحي الاسم، يكمن النشاط البشري لـالزراعة في قلب النظام البيئي الزراعي. ومع ذلك، لا يقتصر النظام البيئي الزراعي على الموقع الفعلي للنشاط الزراعي فحسب (على سبيل المثال المزرعة), بل يضم كذلك المنطقة التي تتأثر بهذا النشاط، عادةً من خلال التغيرات التي تطرأ على التركيبة الخاصة بتجمعات الفصائل وتدفقات الطاقة، فضلًا عن التغيرات التي تطرأ على التوازن الغذائي. في المعتاد، يتميز النظام البيئي الزراعي، وبخاصة ذلك النظام الذي يُدار بشكل مكثف، باشتماله على تكوين أبسط للأنواع وكذلك تتميز تدفقات الطاقة والمواد الغذائية فيه بأنها أبسط من النظام البيئي «الطبيعي» &. وبالمثل، غالبًا ما ترتبط النظم البيئية الزراعية بزيادة مدخلات المواد الغذائية، حيث يخرج معظمها من المزرعة مما يؤدي إلى عدم المشاركة المباشرة لعملية التتريف الخاصة بالنظم البيئية ذات الصلة في الزراعة.

## ما سيقدمه المستقبل للزراعة
تشيد بعض المنظمات الكبرى بعملية الزراعة داخل النظم البيئة الزراعية كوسيلة يمكن اتباعها للمضي قدمًا نحو الزراعة السائدة. فلقد أدت طرق الزراعة الحالية إلى زيادة الضغط على الموارد المائية، وزيادة مستويات تآكل التربة، فضلًا عن انخفاض خصوبة التربة. وطبقًا لتقرير صادر عن المعهد الدولي لإدارة المياه وبرنامج الأمم المتحدة للبيئة (UNEP), ليس هناك كمية وفيرة من المياه تكفي للاستمرار في الزراعة باستخدام الطرق الحالية؛ وبالتالي يلزم إعادة النظر في سبل استخدامنا لموارد المياه والأراضي وموارد النظام البيئي الهامة في سبيل زيادة إنتاجية المحاصيل. ويشير التقرير إلى أننا بحاجة إلى وضع أهمية أكبر للأنظمة البيئية والاعتراف بالمبادلات البيئية والمعيشية، فضلًا عن تحقيق التوازن بين الحقوق الخاصة بمختلف المستخدمين والمصالح. علاوةً على ذلك، نحن بحاجة إلى معالجة مشكلة أوجه عدم المساواة التي قد تطرأ نتيجة تبني مثل هذه التدابير، مثل إعادة تخصيص المياه من الفقراء إلى الأغنياء، وتهيئة الأراضي لإفساح المجال أمام
الحصول على أراضٍ زراعية أكثر إنتاجية أو الحفاظ على نظام أراضي المستنقعات الذي يقلص من حقوق صيد الأسماك في هذه المناطق.

## تقاليد عريقة
قد تمثل حدائق الغابات النظام البيئي الزراعي الأقدم والأكثر مرونة في العالم. فقد بدأ ظهور حدائق الغابات في عصور ما قبل التاريخ حيث كانت متواجدة على ضفاف الأنهار التي تكسوها الغابات وكذلك أعلى التلال السفحية الرطبة في المناطق التي تهب عليها رياح موسمية. وفي عملية تدريجية قامت بها إحدى العائلات لتحسين بيئتها المباشرة، تم تحديد الأشجار المفيدة والأنواع المختلفة من العنب لحمايتها وتحسينها، بينما تم القضاء على الأنواع غير المرغوب فيها. وفي النهاية، تم تحديد الأنواع الأجنبية الفاخرة وإدراجها في حديقة العائلة.
من الجهود الرئيسية التي يتم بذلها لدعم أنظمة مثل الإيكولوجيا الزراعية العمل على تعزيز أنماط الإدارة التي تبدد الفارق بين الأنظمة البيئية الزراعية وبين الأنظمة البيئية «الطبيعية»، سواء عن طريق تقليل آثار الزراعة (زيادة التعقيد البيولوجي والغذائي للنظام الزراعي وتقليل التدفق/الإدخالات الغذائية) أو من خلال زيادة الوعي بفكرة أن آثار «اتجاه مجرى المياه» توسّع نطاق النظم البيئية الزراعية لتمتد خارج حدود المزرعة (على سبيل المثال يمتد النظام البيئي الزراعي في منطقة حزام الذرة ليشمل المنطقة الميتة بخليج المكسيك). ففي الحالة الأولى، يمكن أن تؤدي الزراعة المتعددة أو القطاعات المانعة المتواجدة عند مواطن الحياة البرية إلى إعادة التعقيد إلى عملية زراعة المحاصيل، في حين قد تعمل الزراعة العضوية على تقليل المدخلات من المواد الغذائية. وتعتبر الجهود المبذولة على النوع الثاني أكثر شيوعًا على نطاق المستجمعات المائية. ومن أمثلة ذلك، مشروع مستجمع المياه في بحيرة ميندوتا الخاضع لإشراف الرابطة الوطنية للمناطق المحمية، والذي يهدف إلى تقليل الجريان السطحي من الأراضي الزراعية التي يتم تغذيتها من البحيرة وذلك بهدف الحد من انتشار الطحالب.